# Toni binaurali

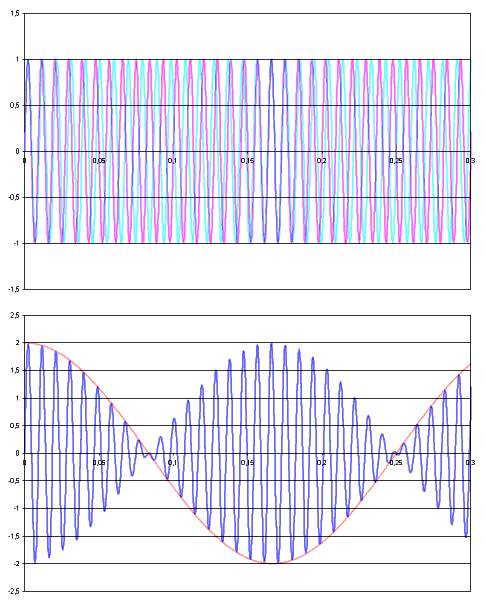
Rappresentazione

I toni binaurali (o battiti binaurali dall'inglese binaural beats) sono dei battimenti che vengono percepiti dal cervello quando due suoni con frequenza inferiore ai 1500 Hz e con differenza inferiore ai 30 Hz vengono ascoltati separatamente attraverso degli auricolari.

Toni binaurali

È importante precisare che tali battimenti non sono conseguenza, come normalmente accade, di una sovrapposizione fisica delle onde sonore (cosa impossibile utilizzando degli auricolari), ma vengono generati direttamente nel cervello. Il fenomeno è stato identificato nel 1839 da Heinrich Wilhelm Dove.

## Descrizione

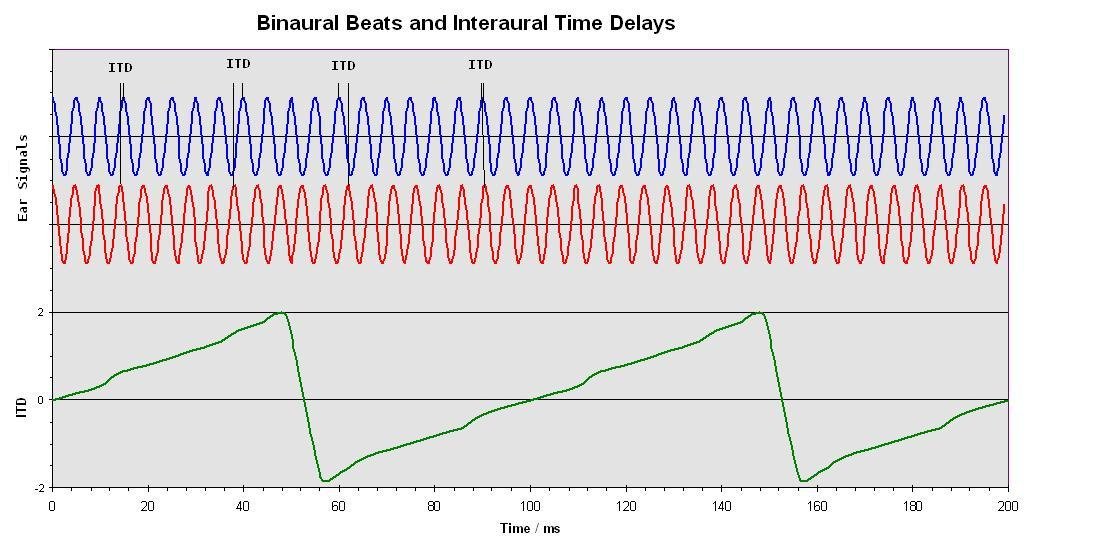
Differenza Temporale Interaurale (ITD) dei toni binaurali

Il fenomeno si esplicita applicando due suoni differenti per mezzo di auricolari ad un soggetto.
I suoni non devono essere troppo alti e troppo discostati come frequenza, altrimenti verrebbero percepiti come due suoni distinti, come in realtà sono effettivamente; per questo nei toni binaurali, vengono utilizzate frequenze sotto i 1000–1500 Hz, con una differenza tra orecchio destro e sinistro inferiore a 30 Hz, che si dimostrano in grado di produrre l'effetto. 
Il cervello dal Ponte di Varolio, sulla via acustica, genera un terzo tono equivalente alla differenza tra le due frequenze e viene percepito dal soggetto in maniera nitida come un battimento acustico. Lo stimolo nell'area del nucleo olivare superiore inizialmente interessa la zona che normalmente sovrintende alla localizzazione tridimensionale del movimento dei suoni; i ritmi acustici rapidamente inducono le risposte motorie in uno stato di stabile sincronizzazione costante sotto e sopra le soglie di percezione cosciente nel tronco encefalico e nella sostanza grigia, regolando la risonanza di retroazione cerebrale sull'onda di sincronia indotta dai toni binaurali su regioni che includono aree primarie sensorimotorie, aree cingolate, aree premotorie bilaterali opercolari, corteccia ventrale prefrontale, e subcorticali, insula anteriore, putamen e talamo.
Le frequenze uditive umane sono all'incirca ristrette alla percezione nell'intervallo che spazia nominalmente tra i 20 ed i 20 000 Hz, mentre le frequenze rilevate per le attività cerebrali cognitive sono al di sotto dei 30–40 Hz, rendendo difficile o impossibile l'input naturale attraverso l'udito di frequenze vicino o sotto la soglia inferiore acustica umana.
Per riuscire a innescare tali frequenze, ad esempio sui 10 Hz come le onde Alfa rilevate normalmente nelle fasi di rilassamento, tipicamente viene applicato ad un orecchio un tono da 315 Hz ed all'altro un tono da 325 Hz, cosicché il cervello generi un terzo tono con una frequenza da 10 Hz.

## Sincronizzazione dell'onda
Nel cervello in vivo non viene rilevata un'unica frequenza, ma un misto di onde a frequenza differente; la frequenza dominante è rilevata in specifiche attività e stati del soggetto. In un EEG su umani e primati in genere vengono rilevate delle frequenze leggermente variabili da soggetto a soggetto. 
| Frequenze | Denominazione | Onda dominante presente in:                                    |
| --------- | ------------- | -------------------------------------------------------------- |
| > 40 Hz   | Onda Gamma    | Attività mentale elevata, percezione, problem solving, paura   |
| 13–39 Hz  | Onda Beta     | Attività mentale vigile, concentrazione, cognizione, paranoia  |
| 7–13 Hz   | Onda Alpha    | Rilassamento vigile, fase di sonnolenza pre-sonno o pre-veglia |
| 4–7 Hz    | Onda Theta    | Sogno, meditazione profonda, sonno REM                         |
| < 4 Hz    | Onda Delta    | Sonno profondo, senza fase onirica REM                         |

Pur essendo un fenomeno scientifico, applicato, studiato e verificabile talvolta non è possibile, in ogni situazione ripetibile, sincronizzare per tutti i soggetti l'onda dominante del cervello con l'onda generata dal tono binaurale applicato per feedback, in quanto:
- ogni soggetto percepisce a livello differente i toni binaurali (temporaneamente o permanentemente)
- ogni soggetto risponde in modo differente al fenomeno di retroazione convergente del sistema nervoso (con o senza training)
- ogni situazione psicoemotiva oppone resistenze differenti alla sincronizzazione dell'onda dominante

Secondo gli utilizzatori dei toni binaurali, per tentare di raggiungere con successo la sincronizzazione è opportuno regolare il tono binaurale iniziale sulla sintonia della frequenza dominante al momento iniziale, per successivamente spostarsi con step da 20 Hz fino a raggiungere per retroregolazione graduale la frequenza desiderata.

## Storia
Heinrich Wilhelm Dove scoprì il fenomeno dei toni binaurali nel 1839, ma nonostante le successive ricerche l'argomento rimase poco più di una curiosità scientifica fino a quando nel 1973 Gerald Oster pubblicò l'articolo "Auditory Beats in the Brain" (Scientific American, 1973). In questo articolo Oster definì i toni binaurali come un potente strumento per le ricerche nel campo della neuroscienza cognitiva e suggerì il loro uso anche come strumento per diagnosi mediche per problemi all'udito o di natura neurologica. Uno studio del 1977 su soggetti afasici ha dimostrato l'incapacità di percepire i toni binaurali da parte di coloro che hanno subito gravi ictus.

## Altri utilizzi

### Estrogeni
Nelle donne è stato rilevato che esistono due picchi distinti massimi di percezione dei battimenti, precisamente al momento dell'ovulazione e 15 giorni dopo, rendendoli potenzialmente utili come riferimento alla concentrazione e ciclo degli estrogeni.

### Parkinson
Nei malati di malattia di Parkinson è stata rilevata una difficoltà o inabilità di percepire le frequenze dei battimenti generati dal cervello. Sono stati misurati i livelli di percezione di malati non trattati con terapie e degli stessi dopo una settimana di trattamento, rilevando che al migliorare del decorso della malattia si ottiene un miglioramento della percezione dei battimenti, rendendo questo fenomeno un possibile strumento diagnostico dell'effetto terapeutico.

### Ormoni
Alcuni rilievi sperimentali studiano il fenomeno innescato da specifiche frequenze binaurali che possono stimolare specifiche ghiandole a secernere date quantità di ormoni, in un esperimento è stato possibile modulare beta-endorfine con un mix di onde Alfa-Theta.

### Ansia, Sonno e percezione del Dolore
La letteratura scientifica mostra come questa tecnica possa essere utile per ridurre stati ansiosi, indurre il sonno ed abbassare la percezione del dolore.

### Non verificati
Esistono numerosi e vasti campi di applicazione per i quali i toni binaurali per alcune fonti sarebbero efficaci, ma senza prove sperimentali definitive. Tra queste, la cura per l'abuso di sostanze stupefacenti, tabagismo, alcolosi, potenziamento della memoria, potenziamento dell'apprendimento, potenziamento dell'erezione per soggetti con disfunzioni erettili. Alcuni risultati ottenuti in questi campi, se non basati su studi caso-controllo, randomizzati ed in doppio cieco, potrebbero essere attribuiti a suggestione.
Nell'estate 2008, a seguito di una conferenza stampa della Guardia di Finanza ripresa dalle principali testate giornalistiche italiane, è stato lanciato un allarme riguardo a dei brani musicali scaricabili da internet contenenti toni binaurali (detti i-Doser dal nome del sito dove erano presenti), che venivano definiti impropriamente "droghe virtuali", liberamente diffuse su internet sia gratuitamente che a pagamento. 
Sempre nel 2008 gli esperti nominati dal governo, a seguito di una interrogazione parlamentare confermano quanto segue:
<<...allo stato attuale, gli studi, le ricerche e la casistica prodotti dal mondo scientifico, anche a livello internazionale, non hanno provato che l'ascolto, saltuario o ripetuto, di tali file audio possa determinare conseguenze effettivamente pregiudizievoli per la salute né, tanto meno, provocare forme o condizioni di dipendenza. Insomma, al momento, non si ravvisano livelli di pericolosità reale per la salute delle persone...>>
Al momento attuale non è mai stata data prova scientifica degli effetti negativi causati sul cervello dai toni binaurali.